# IC 5358/2
IC 5358/2 је елиптична галаксија у сазвијежђу Вајар која се налази на листи објеката дубоког неба у Индекс каталогу.
Деклинација објекта је - 28° 8' 37" а ректасцензија 23h 47m 43,3s. Привидна величина (магнитуда) објекта IC 5358 износи 14,5 а фотографска магнитуда 15,5. IC 53582 је још познат и под ознакама DRCG 54-43, PGC 72437.